# Ракитянский сельский совет (Харьковская область)
Ракитя́нский либо Раки́тненский се́льский сове́т — входил до 2020 года в состав Нововодолажского района Харьковской области Украины.
Административный центр сельского совета находился в селе Ракитное.

## История
- ? — дата образования.

## Населённые пункты совета
- село Раки́тное
- село Мо́края Раки́тная